# Semitroncato partito
Semitroncato partito è un termine utilizzato in araldica per indicare una divisione dello scudo in tre punti con due partizioni con lo scudo diviso orizzontalmente a metà da una linea che parte dal fianco destro e che s'incontra nel centro con altra perpendicolare che va dall'alto in basso.
Per leggere correttamente questa partizione, come tutte le altre dello stesso tipo, è necessario individuare la partizione principale, riconoscibile dal fatto che non è preceduta dal prefisso semi- (in questo caso il partito), e successivamente applicare la partizione secondaria (in questo caso il -troncato) nell'ordine indicato. Questo termine equivale pertanto alla blasonatura: partito: il 1° troncato…; il 2° ….

Stemma del comune di Ceregnano
Provincia di Imperia
Provincia di Vibo Valentia